# Феодор (Власов)
Епископ Феодор (Власов; ок. 1880 — 19 декабря 1924 (1 января 1925), Киев) — епископ Русской православной церкви, епископ Новозыбковский, викарий Брянской епархии.

## Биографии
Священствовал во Флоровском женском монастыре в Киеве.
В 1923 году после Пасхи в Киеве были арестованы все канонические киевские епископы. Осенью 1923 года на тайных собраниях духовенства Киева было решено поставить тайных епископов на случай арестов.
Вскоре, по пострижении во монашество, был тайно хиротонисан во епископа Новозыбковского, викария Брянской епархии (по другим данным хиротонисан во епископа Вышгородского, викария Киевской епархии). Хиротонию совершили епископы Макарий (Кармазин) и Парфений (Брянских).
Одновременно с ним было хиротонисано ещё несколько епископов: епископа Сергия (Куминского), епископа Филарета (Линчевского), епископа Афанасия (Молчановского). Всё совершалось в условиях строгой конспирации, в работу новых посвящённых епископов был посвящён лишь круг доверенных лиц на местах, с которыми они и поддерживали связи. Так же тайно совершали они свои поездки по вверенным им округам, являясь лишь к определённым посвящённым лицам. Епископу Феодору, жившему в Киеве, епископ Макарий назначил особую роль — приступить к своим обязанностям лишь в случае ареста остальных епископов.
Патриарх Тихон, узнав о епископе Феодоре, признал его хиротонию законной и хотел назначить его на епископскую кафедру, но Феодор отказался и предпочёл служить келейно и старчествовать.
Митрополит Мануил (Лемешевский) описал его так: «Высокого роста, весьма худощавый с темными выразительными глазами он привлекал к себе очень многих. Внешним видом он воистину походил на блаженного. Свое епископское звание скрывал от народа. Очень любил молиться за покойников».
Заболел он, как предполагают, тифом в день памяти Св. Николая чудотворца 6 декабря ст. ст. 1924 года. Во время болезни пищу принимал только один раз в день. Ухаживавшей за ним женщине предсказал близкую кончину — в сороковой день после его смерти, что и исполнилось.
Скончался 1 января 1925 года в Киеве. Тело его оставалось непогребённым в течение восьми дней. Отпевание совершил архиепископ Каневский Василий (Богдашевский). Погребён у южной стены Николо-Тихвинского храма Киевского Флоровского женского монастыря.